# حزب العمال الاشتراكي (المملكة المتحدة)
حزب العمال الاشتراكي (بالإنجليزية: Socialist Labour Party)‏ هو حزب سياسي بريطاني، أسس في 1996، يقع مقره في ليفربول.

## أعضاء بارزون
- كود سباركل
- تحديث القائمة

- ريكي توملينسون (1996 - )
- بوب كرو
- ريتشارد بوث